# Krisna sherwilli
Krisna sherwilli är en insektsart som beskrevs av William Lucas Distant 1908. Krisna sherwilli ingår i släktet Krisna och familjen dvärgstritar. Inga underarter finns listade i Catalogue of Life.